# Blood and Wine
Blood and Wine (1996) is een Amerikaanse speelfilm uit 1996, geregisseerd door Bob Rafelson. De hoofdrollen worden vertolkt door Jack Nicholson, Stephen Dorff, Michael Caine en Jennifer Lopez. De film wordt geklasseerd onder het genre van misdaaddrama.

## Verhaal
De film speelt zich af in een aan de kust grenzende stad in de streek van Miami.
Alex Gates is een wijnhandelaar van middelbare leeftijd die te kampen heeft met verschillende problemen: zijn huwelijk botert niet meer al te goed, zijn stiefzoon Jason (die ook werknemer van hem is) heeft een hekel aan hem maar wat hij nog het ergst van al vindt, zijn z'n financiële problemen. Hij denkt die te kunnen oplossen door een uiterst kostbaar halssnoer te stelen van Frank Reese, een van zijn rijkste klanten. Met de hulp van de louche en ondergrondse Victor lukt hem dat. De bedoeling is om het halssnoer te gaan verzilveren in New York, Victor zijn deel uit te betalen en dan voorgoed te verdwijnen met zijn veel jongere, Cubaanse minnares, Gabriela, het dienstmeisje van Frank Reese dat trouwens illegaal in het land verblijft.
Wanneer Alex zijn koffers aan het pakken is om naar New York te vertrekken, ontstaat er een ruzie tussen hem en zijn vrouw, Suzanne, die culmineert in fysiek geweld. Alex raakt tijdens dit gevecht bewusteloos en het is uiteindelijk Suzanne die hém verlaat. Ze slaat op de vlucht samen met Jason en neemt de koffer mee die Alex aan het pakken was en waarin, zonder dat ze het beseft, het gestolen halssnoer zit.
Een klopjacht begint en het gezegde "er is geen eer onder dieven" komt hoe verder de film evolueert, des te duidelijker naar voor. Van hebzucht naar twist, van lust naar jaloezie, van vertrouwen naar achterdocht, van ongeval naar moord, alles komt aan bod en aan het eind van de film is niemand rijker. Het halssnoer gaat verloren en de levens van de hoofdpersonages zullen nooit meer hetzelfde zijn.

## Rolverdeling
| Acteur               | Personage       |
| -------------------- | --------------- |
| Jack Nicholson       | Alex Gates      |
| Stephen Dorff        | Jason           |
| Jennifer Lopez       | Gabriela        |
| Judy Davis           | Suzanne Gates   |
| Michael Caine        | Victor Spansky  |
| Harold Perrineau Jr. | Henry           |
| Robyn Peterson       | Dina Reese      |
| Mike Starr           | Mike            |
| John Seitz           | Frank Reese     |
| Marc Macaulay        | wachter         |
| Dan Daily            | Todd            |
| Marta Velasco        | Gabriela's neef |